# Wonder Woman: Nữ thần chiến binh
Wonder Woman: Nữ thần chiến binh (tên gốc tiếng Anh: Wonder Woman) là một bộ phim siêu anh hùng của Mỹ dựa trên nhân vật cùng tên của DC Comics. Phim được phân phối bởi hãng Warner Bros. Pictures và là phim điện ảnh thứ tư trong vũ trụ DC mở rộng. Phim do Patty Jenkins đạo diễn, với phần kịch bản được Allan Heinberg và Geoff Johns thực hiện dựa trên cốt truyện gốc của Heinberg, Zack Snyder và Jason Fuchs. Gal Gadot đảm nhiệm vai chính trong phim, cùng với Chris Pine, Robin Wright, Danny Huston, David Thewlis, Connie Nielsen và Elena Anaya vào các vai phụ. Wonder Woman: Nữ thần chiến binh là phim điện ảnh người đóng thứ hai có sự xuất hiện của nhân vật Wonder Woman, sau sự góp mặt của cô trong Batman đại chiến Superman: Ánh sáng công lý. Vai trò đạo diễn của Jenkins giúp cô trở thành nữ đạo diễn đầu tiên của dòng phim siêu anh hùng này.
Lấy bối cảnh năm 1918, nội dung phim xoay quanh câu chuyện về Công chúa Diana, lớn lên tại đảo Amazon xứ Themyscira. Sau khi phi công người Mỹ Steve Trevor rơi xuống hòn đảo của cô, cô đã cứu anh và anh đã kể cho cô về một cuộc Thế Chiến đang diễn ra. Diana sau đó rời bỏ quê nhà, cố gắng ngăn cản cuộc chiến và trở thành Wonder Woman. Việc phát triển phim được bắt đầu từ năm 1996, với Jenkins ký hợp đồng đạo diễn vào năm 2015. Công tác quay phim chính bắt đầu vào ngày 21 tháng 11 năm 2015, với các cảnh quay được thực hiện tại Vương quốc Anh, Pháp và Ý. Phim được đóng máy vào ngày 9 tháng 5 năm 2016, các cảnh quay thêm được thực hiện vào tháng 11 năm 2016.
Wonder Woman: Nữ thần chiến binh được ra mắt tại Thượng Hải, và được chính thức công chiếu tại Mỹ, Việt Nam và nhiều quốc gia khác vào ngày 2 tháng 6 năm 2017 dưới định dạng 2D, 3D và IMAX 3D. Phim nhận được nhiều ý kiến tích cực từ giới phê bình, đề cao khả năng diễn xuất của Gadot và Pine. Wonder Woman: Nữ thần chiến binh xác lập kỷ lục cho phim điện ảnh có doanh thu ra mắt nội địa cao nhất thực hiện bởi một nữ đạo diễn (103,3 triệu USD) và phim chuyển thể từ truyện tranh có nhân vật nữ chính đạt doanh thu mở màn cao nhất.

## Nội dung
Tại Paris, Diana Prince nhận được bức ảnh của chính cô và bốn người đàn ông vào thời Thế chiến thứ nhất do Bruce Wayne gửi đến, cô bắt đầu hồi tưởng lại quá khứ của mình. Tại hòn đảo Themyscira xa xôi, vùng đất của người Amazon, Công chúa Diana bé nhỏ ước mơ trở thành một chiến binh hùng mạnh. Mẹ cô là Nữ hoàng Hippolyta đã kể cho cô nghe câu chuyện năm xưa thần chiến tranh Ares tìm cách hủy hoại nhân loại và giết những vị thần khác. Còn về thần Zeus, với một chút sức mạnh còn sót lại, ông đã làm Ares bị thương và để lại cho những người Amazon một thứ vũ khí có khả năng tiêu diệt Ares nếu ông ta quay lại, đó là thanh kiếm "Diệt quỷ". Diana rất tin câu chuyện mẹ kể và được dì Antiope huấn luyện kỹ lưỡng.
Năm 1918, Diana cứu mạng anh chàng phi công Steve Trevor - một điệp viên Mỹ được cài vào Đế quốc Đức - sau khi máy bay của anh bị rơi xuống vùng biển Themyscira. Người Amazon tiêu diệt hết quân lính Đức đang đuổi theo Steve. Dì Antiope bị chết vì đứng ra đỡ đạn để bảo vệ cô cháu Diana. Trả lời cuộc thẩm vấn của những người Amazon khi bị trói bằng Dây thừng của Hestia, Steve tiết lộ rằng anh là điệp viên phe Đồng minh trong Thế chiến thứ nhất và đã ăn cắp cuốn sổ ghi chép công trình chế tạo khí độc giết người của Tiến sĩ Isabel Maru thuộc phe Đức. Tại một phòng thí nghiệm ở Đế quốc Ottoman, Đại tướng Erich Ludendorff và Tiến sĩ Maru đang chế tạo một loại khí độc mới dựa trên khí lưu huỳnh mù tạt để chống lại quân Đồng minh. Tin rằng Ares đã tạo ra cuộc chiến tranh này, Diana trang bị cho cuộc hành trình rời khỏi Themyscira, gồm Dây thừng, bộ giáp và thanh kiếm "Diệt quỷ".
Về đến Luân Đôn, Steve vào tòa nhà quốc hội để đưa cuốn sổ của Maru cho các cấp trên của mình, bao gồm Ngài Patrick Morgan, người đang cố thương lượng việc đình chiến với nước Đức. Steve tin rằng Ludendorff sẽ hoàn thành nghiên cứu và sử dụng khí độc giết người hàng loạt bất chấp lệnh ngừng bắn. Diana kết luận Ludendorff chính là Ares và nếu giết chết hắn sẽ chấm dứt chiến tranh. Steve và Diana quyết định ra mặt trận để ngăn chặn Ludendorff. Steve rủ thêm ba người bạn thân đi cùng là gián điệp Sameer, xạ thủ bắn tỉa Charlie, và Tù trưởng Napi (người da đỏ châu Mỹ). Đến Mặt trận phía Tây ở Bỉ, nhóm bạn bị ngăn chặn bởi tuyến phòng thủ dày đặc súng máy của quân Đức, cho đến khi Diana dùng sức mạnh phi thường của mình vượt qua tuyến phòng thủ này, giúp đỡ lực lượng Đồng minh giải phóng một thị trấn khỏi sự chiếm đóng của quân Đức. Diana và nhóm bạn ăn mừng sự tự do của người dân thị trấn, và Diana nảy sinh tình yêu với Steve.
Nhóm bạn biết được Ludendorff sẽ tham dự một bữa tiệc tại một lâu đài gần đó, Steve và Diana thâm nhập vào bên trong lâu đài. Diana định giết Ludendorff nhưng Steve ngăn cản cô vì anh chưa tìm ra phòng thí nghiệm của Maru. Ludendorff sau đó ra lệnh bắn khí độc vào thị trấn gần đó khiến người dân bị giết hại. Diana đã nổi giận vì Steve can thiệp không cho cô giết Ludendorff. Trong cơn thịnh nộ, Diana đuổi theo Ludendorff đến căn cứ quân Đức, nơi khí độc được đưa lên máy bay ném bom để chuẩn bị tấn công Luân Đôn. Diana chiến đấu và giết chết Ludendorff, nhưng hoang mang khi thấy cái chết của hắn vẫn chưa chấm dứt chiến tranh. Ngài Patrick Morgan xuất hiện tiết lộ rằng ông ta chính là Ares thật sự. Ông ta nói rằng mặc dù ông ta đã đưa ra những ý tưởng và cảm hứng cho loài người, nhưng cuối cùng họ quyết định dùng đến bạo lực vì họ vốn đã tham nhũng. Diana và Ares lao vào đánh nhau, Ares cố gắng thuyết phục Diana rằng loài người không xứng đáng được cô cứu giúp khỏi chiến tranh, và tiết lộ rằng cô - người con gái của thần Zeus và Hippolyta - chính là một thứ vũ khí. Khi Diana giao chiến với Ares, nhóm bạn của Steve đã phá hủy phòng thí nghiệm của Maru. Steve cũng cướp chiếc máy bay ném bom có chứa khí độc và hi sinh thân mình cho nổ tung máy bay ở độ cao an toàn cách xa khu dân cư. Cảm động trước sự hi sinh của Steve và những lời tình cảm cuối cùng anh dành cho cô trước đó, Diana đã thu gom sấm sét để kết liễu Ares và giúp loài người thoát khỏi cuộc chiến tranh. Trở về Luân Đôn, nhóm bạn tổ chức lễ kỷ niệm ngày kết thúc chiến tranh.
Thời điểm hiện tại, Diana gửi email cảm ơn Bruce Wayne vì đã gửi bức ảnh của cô và Steve. Cô khẳng định sứ mệnh của mình là tiếp tục làm siêu anh hùng bảo vệ nhân loại và bay lên không trung.

## Diễn viên
- Gal Gadot vai Diana Prince / Wonder Woman:

Công chúa của người Amazon và một chiến binh bất tử. Gadot miêu tả nhân vật của cô "có rất nhiều sức mạnh và thực lực, nhưng ở cuối ngày cô là một người phụ nữ với rất nhiều Trí tuệ xúc cảm. Cách xuất hiện của cô sẽ khác so với trong Batman đại chiến Superman: Ánh sáng công lý, Gadot nói: "Chúng tôi sẽ bắt đầu vào thời điểm cách đây 100 năm, khi cô ấy còn là một đứa trẻ", giải thích thêm: "Độ tuổi này thật là lí tưởng, rất khác với người phụ nữ có kinh nghiệm, tự tin, mà khi lớn lên mà bạn đã từng gặp ". Gadot đã trải qua một chế độ ăn kiêng, tập luyện, học nhiều loại võ thuật khác nhau và phải giảm tới 7 kg cho vai diễn. Élodie Yung và Olga Kurylenko cũng tham gia thử vai với vai diễn này. Trước đây, Gadot đã từng được mời diễn một vai trong Người đàn ông thép, nhưng cô đã từ chối vì khi đó cô đang mang thai. Chính nhờ vậy mà cô đã có cơ hội để đảm nhận vai diễn Wonder Woman hiện tại. Gadot đã kí hợp đồng ba bộ phim với vai Wonder Woman. Emily Carey trong vai Diana lúc nhỏ.
- Chris Pine vai Steve Trevor:

Phi công chiến đấu của quân đội Mỹ và là người yêu của Diana. Anh là người đã thấy được sự khủng khiếp, tàn bạo của nền văn minh hiện đại và bày tỏ với Diana rằng anh là "một chàng trai thế gian, một chàng trai quyến rũ".
- Connie Nielsen vai Nữ hoàng Hippolyta:

Nữ hoàng của Amazon và mẹ của công chúa Diana. Trước đây, Nicole Kidman đã từng đàm phán với vai diễn này nhưng bị buộc phải từ bỏ do kế hoạch mâu thuẫn với Big Little Life. Trước đây, Nielsen đã từng được cân nhắc cho vai diễn của mẹ của Superman, Lara Lor-Van, trong Man of Steel.
- Robin Wright vai Antiope:

Em gái của Nữ hoàng và là dì của Diana.
- Lucy Davis vai Etta Candy:

Thư ký của Steve Trevor và trở thành bạn của Diana.
- Lisa Loven Kongsli vai Menalippe:

Chiến binh của Antiope.
- Danny Huston vai Đại tướng Erich Ludendorff:

Một tướng đầy tham vọng và tàn bạo của Quân đội Đức trong Thế Chiến I.
- David Thewlis vai Ngài Patrick Morgan / Ares:

Con trai của Zeus và là anh cùng cha khác mẹ của Diana.
- Elena Anaya vai Tiến sĩ Isabel Maru / Dr. Poison:

Một nhà khoa học điên cuồng, có liên quan đến Ludendorff và chuyên về hóa học điều chế chất độc.
- Saïd Taghmaoui vai Sameer:

Một điệp viên bí mật là một bậc thầy của ngụy trang, đồng minh của Steve Trevor.
- Ewen Bremner vai Charlie:

Một tay súng bắn tỉa nặng ký người Scotland, bị chứng rối loạn căng thẳng sau chấn thương, đồng minh của Steve Trevor.
- Eugene Brave Rock vai Tù trưởng Napi:

Một người da đỏ châu Mỹ, đồng minh của Steve Trevor.

## Sản xuất
— Đạo diễn Patty Jenkins 

### Bối cảnh
Bộ phim Wonder Woman: Nữ thần chiến binh bắt đầu được phát triển vào năm 1966, với Ivan Reitman được mặc định giữ vai trò đạo diễn kiêm nhà sản xuất. Những nữ diễn viên nổi tiếng tăm như Angelina Jolie, Beyonce Knowles, Bullock, Rachel Bilson, Nadia Bjorlin, Megan Fox, Eliza Dushku và Catherine Zeta-Jones đều đã từng thử vai Wonder Woman. Leonard Goldberg, trong một cuộc phỏng vấn vào tháng 5 năm 2001, đã tiết lộ Bullock là một ứng cử viên sáng giá cho vai diễn. Bullock tuyên bố rằng cô đã đạt được vai diễn. Sau đó, kịch bản đã qua nhiều dự thảo khác nhau của Alcott, Cohen, Becky Johnston và Philip Levens và tới tháng 8 năm 2003, Levens đã được thay thế bởi nhà biên kịch Laeta Kalogridis.
Tháng 3 năm 2005, Warner Bros và Silver Pictures thông báo rằng Joss Whedon (Buffy the Vampire Slayer) sẽ viết và đạo diễn bộ phim chuyển thể của Wonder Woman, với mức lương được công bố là 2-3 triệu đô. Whedon đã chỉ đạo Serenity trước đó, và ông cần thời gian để nghiên cứu kĩ về Wonder Woman, ông đã không viết kịch bản cho đến cuối năm 2005. Trong khi Whedon tuyên bố tháng 5 năm 2005 rằng ông sẽ không tuyển diễn viên cho vai Wonder Woman đến khi kịch bản hoàn thành. Charisma Carpenter, Charisma Carpenter, Morena Baccarin và Priyanka Chopra đều có tin đồn rằng sẽ được xem xét cho vai diễn này. Tuy nhiên, sau gần hai năm, Whedon vẫn không viết xong một bản thảo hoàn chỉnh, và đến năm 2007, ông đã rời dự án.
Một ngày trước khi Whedon rời dự án Wonder Wan, Warner Bros. và Silver Pictures đã mua một kịch bản được viết bởi Matthew Jennison và Brent Strickland. Lấy bối cảnh trong Thế Chiến II, kịch bản này gây ấn tượng với các nhà điều hành tại Silver Pictures. Silver thừa nhận kịch bản có ý tưởng tốt, nhưng ông không muốn bộ phim về Wonder Woman mang tính thời kỳ. Đến tháng 4 năm 2008, Silver đã thuê Jennison và Strickland viết kịch bản mới trong thời hiện đại, không mô tả nguồn gốc của Wonder Woman, nhưng khám phá lịch sử đảo Paradise.
Trong năm 2010, Warner Bros phát biểu rằng bộ phim đã được phát triển, cùng với các bộ phim khác dựa trên các siêu anh hùng của DC Comics gồm The Flash, Aquaman, Batman và Cyborg. Cả Wonder Woman và Aquaman vẫn đang được xem xét cho bộ phim riêng vào tháng 6 năm 2013. Vào ngày 5 tháng 10 năm 2013, Chủ tịch WB, Kevin Tsujihara nói rằng ông mong muốn Wonder Woman sẽ xuất hiện trong một bộ phim hoặc trên TV. Ngay sau đó, Paul Feig nói anh đã đặt Wonder Woman: Nữ thần chiến binh làm một bộ phim hài hành động. Sau đó studio đã bắt đầu tìm kiếm các đạo diễn nữ để chỉ đạo bộ phim. Mặc dù Michelle MacLaren là sự lựa chọn ban đầu của studio để chỉ đạo bộ phim, và ban đầu cô tỏ ý quan tâm, nhưng cuối cùng cô đã rời dự án do sự khác biệt về ý tưởng.

### Phát triển

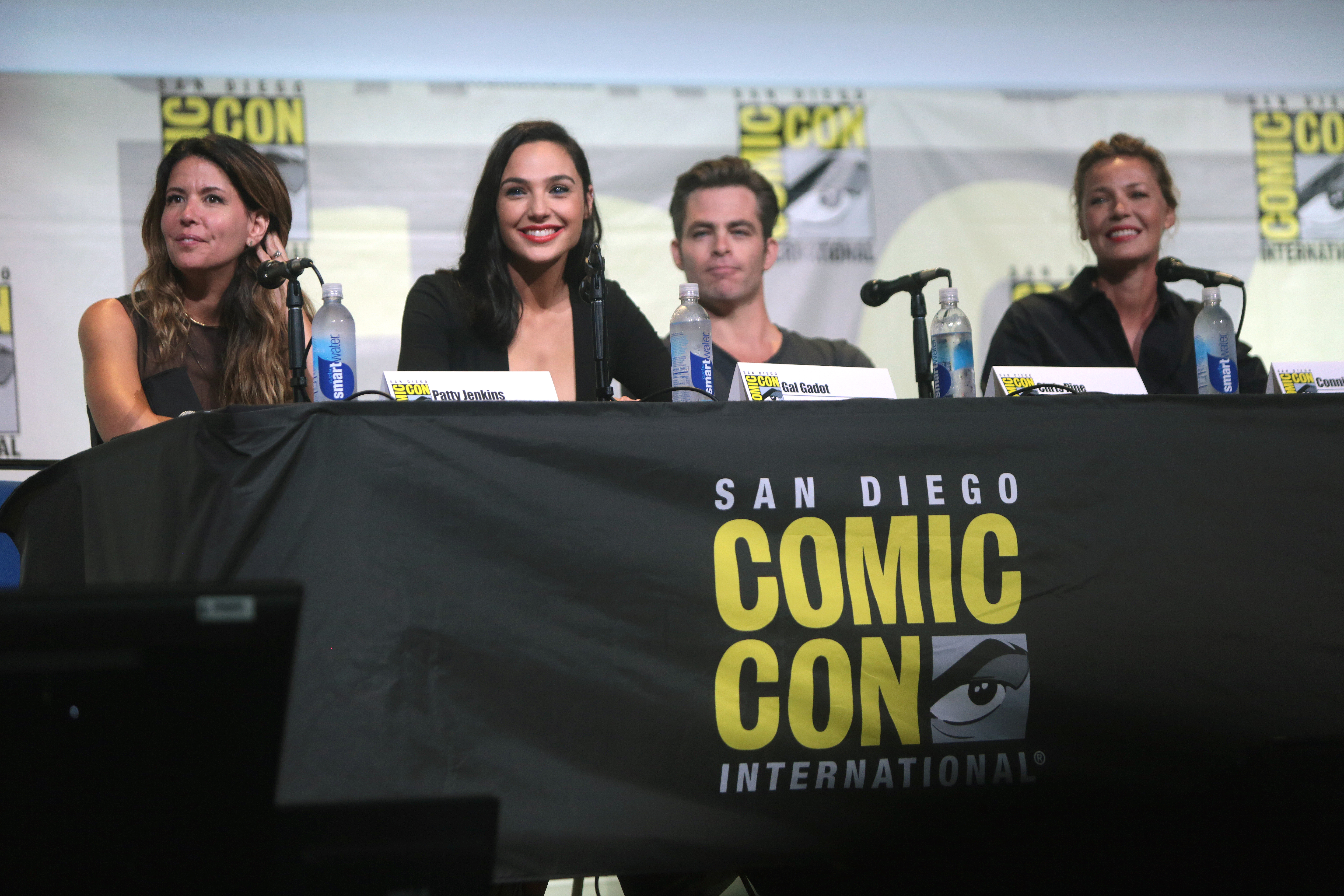
Đạo diễn Patty Jenkins và diễn viên (Trái - Phải): Gal Gadot, Chris Pine, Connie Nielsen tại San Diego Comic-Con International năm 2016.

Vào năm 2015, Patty Jenkins chấp nhận đề nghị đưa ra một phiên bản khác của Wonder Woman: Nữ thần chiến binh dựa trên kịch bản của Allan Heinberg và câu chuyện được viết bởi Heinberg, Zack Snyder, Geoff Johns và Jason Fuchs. Câu chuyện của họ đặt Wonder Woman vào những năm 1910 và Chiến tranh thế giới lần thứ nhất, khác với nguồn gốc truyện tranh của cô là một người ủng hộ cho Đồng minh trong Thế Chiến II. Nó cũng theo sau sự thay đổi nguồn gốc của DC Comics trong The New 52, nơi Diana là con gái của Zeus, chứ không phải là tượng đất sét được các vị thần ban sự sống. Bộ phim Wonder Woman: Nữ thần chiến binh năm 2017 là phim điện ảnh người đóng đầu tiên của Wonder Woman sau Batman đại chiến Superman: Ánh sáng công lý.

### Tuyển diễn viên
Gal Gadot đã vượt qua Élodie Yung và Olga Kurylenko giành được vai diễn Wonder Woman trong Batman đại chiến Superman: Ánh sáng công lý. Chris Pine được chỉ định là Steve Trevor, Sean Bean và Eva Green đã được xem xét cho những nhân vật phản diện Ares và Circe. Tháng 11 năm 2015, Saïd Taghmaoui đã nhận một vai diễn không xác định. Trong khi Nicole Kidman đang đàm phán về một vai diễn  nhưng cuối cùng cô đã rút khỏi dự án.

### Quay phim
Việc quay phim bắt đầu vào ngày 21 tháng 11 năm 2015, dưới tên sản xuất là Nightingale. Những nơi quay phim là Ga Kings Cross và Quảng trường Trafalgar ở Luân Đôn cùng nhiều địa điểm khác ở miền Nam nước Ý như Sassi di Matera, Castel del Monte, Palinuro và Camerota. Matthew Jensen là giám đốc quay phim ở Anh, Pháp và Ý. Quay phim ở Luân Đôn kết thúc vào ngày 13 tháng 3 năm 2016. Vào ngày 20 tháng 3 năm 2016, việc quay phim đang được tiến hành ở Ý. Vào cuối tháng 4, bộ phim đã được quay tại The Louvre, nơi chiếc xe tải in chữ Wayne Enterprises được phát hiện cùng với Gadot. Bộ phim đóng máy vào ngày 9 tháng 5 năm 2016. Patty Jenkins và Matt Jensen tiết lộ rằng bộ phim được lấy cảm hứng từ họa sĩ John Singer Sargent. Việc dựng phim diễn ra vào tháng 11 năm 2016, khi đó Gadot đang mang thai năm tháng.

### Hậu kỳ
Bill Westenhofer là giám sát hiệu ứng hình ảnh và Martin Walsh là biên tập viên.

## Âm nhạc
Vào ngày 3 tháng 11 năm 2016, Rupert Gregson-Williams được thuê viết và sáng tác nhạc của bộ phim. Ông tham gia cùng Tom Howe, Paul Mounsey và Andrew Kawczynski cung cấp nhạc bổ sung. Nhạc phim được phát hành cùng ngày với bộ phim trên đĩa CD, kỹ thuật số và vinyl.
Ca sĩ người Úc Sia hát bài hát cho bộ phim "To Be Human" với nhạc sĩ người Anh Labrinth. Bài hát được viết bởi Florence Welch và Rick Nowels. Bài hát cũng nằm trong album nhạc phim của phim.

## Phát hành
Wonder Woman: Nữ thần chiến binh được ra mắt ngày 15 tháng 5 năm 2017 ở Thượng Hải. Buổi chiếu ra mắt diễn ra tại Luân Đôn dự kiến vào ngày 31 tháng 5 năm 2017 tại Quảng trường Odeon Leicester, đã bị hủy bỏ do vụ đánh bom ở sân vận động Manchester Arena vào tháng 5 năm 2017. Bộ phim dự kiến sẽ được phát hành ở Hoa Kỳ tại Los Angeles vào ngày 25 tháng 5, tại Thành phố México cho buổi ra mắt ở châu Mỹ Latinh vào ngày 27 tháng 5 và tại hầu hết các nước trên thế giới vào ngày 2 tháng 6 năm 2017. Phim cũng sẽ được phát hành qua IMAX. Bỉ, Singapore và Hàn Quốc là những quốc gia được công chiếu đầu tiên vào ngày 31 tháng 5 năm 2017. Vào ngày 2 tháng 6, phim phát hành ở Bắc Mỹ.

### Quảng bá
Wonder Woman: Nữ thần chiến binh được quảng bá thông qua sự thành công của loạt phim truyền hình Supergirl. Theo giám đốc tiếp thị Time Warner, Kristen O'Hara, họ muốn tiếp cận chiến dịch tiếp thị của Wonder Woman: Nữ thần chiến binh một cách nhẹ nhàng giống như cách họ làm với Supergirl trên truyền hình. O'Hara giải thích rằng cách thức quảng bá của Supergirl đã giúp việc thành lập một lượng fan lớn trước khi phát hành bộ phim này. Theo một báo cáo, chiến dịch đã tạo ra 5 triệu fan hâm mộ Wonder Woman: Nữ thần chiến binh trong một tuần. Họ đã duy trì chiến lược lên đến 15 tháng trước khi phát hành Wonder Woman: Nữ thần chiến binh. Mặc dù bộ phim cũng không chỉ nhằm vào phụ nữ, nhưng chiến dịch của họ đã cho họ cơ hội đầu tiên để thu thập dữ liệu về các fan nữ. Sau đó, vào tháng 5 năm 2017, một quảng cáo cho Wonder Woman: Nữ thần chiến binh đã được phát hành trong tập cuối cùng của Supergirl, với bản remix của bài hát "Boots Of The Way" được sản xuất dành cho Walkin' và Supergirl (Melissa Benoist), cùng với đôi ủng và vòng tay của Wonder Woman. Quảng cáo có sự xuất hiện của Lynda Carter, ngôi sao của Wonder Woman năm 1970.
Chi phí quảng bá truyền hình cho Wonder Woman: Nữ thần chiến binh cao hơn so với Biệt đội cảm tử. Warner Bros. đã chi hơn 3 triệu USD cho việc quảng bá Wonder Woman: Nữ thần chiến binh và 2,6 triệu USD cho quảng bá Biệt đội cảm tử.
Theo một cuộc thăm dò trên 10.000 người, cuộc thăm dò ý kiến lớn nhất trong lịch sử công ty, cho thấy Wonder Woman: Nữ thần chiến binh đã làm tốt kế hoạch cuối cùng cho chiến dịch tiếp thị của mình, giúp bộ phim đoạt danh hiệu bộ phim bom tấn được mong chờ nhất của mùa hè 2017. Theo Fandang, 92% số người được khảo sát cho biết họ đang mong chờ được xem một bộ phim có một siêu anh hùng nữ, và 87% ước muốn Hollywood sẽ tạo ra nhiều bộ phim siêu anh hùng nữ hơn.
Tháng 5 năm 2017, tay đua NASCAR, Danica Patrick, đã lái chiếc xe số 10 của cô được sơn hình Wonder Woman tại Go Bowling 400 ở Kansas và tại Monster Energy Open ở Charlotte.

### Tranh cãi

#### Bị cấm chiếu ở Lebanon
Ngày 31 tháng 5, Wonder Woman: Nữ thần chiến binh bị cấm ở Lebanon sau Chiến dịch Tẩy chay Những người ủng hộ Isarel. Yêu cầu Bộ Kinh tế và Thương mại của Chính phủ Lebanon cấm chiếu bộ phim vì ngôi sao Gal Gadot từng phục vụ trong quân đội Israel.
Vào ngày 7 tháng 6, Variety báo cáo rằng một tòa án ở Tunisia đã đình chỉ việc phát hành Wonder Woman: Nữ thần chiến binh sau khi vụ kiện do đảng Al-Chaba và Hiệp hội Luật sư Trẻ của Tunisia đưa ra để chặn bộ phim này do Gadot là công dân Isarel, cô còn từng tham gia nghĩa vụ quân sự và ý kiến công chúng ủng hộ quân đội Israel trong cuộc chiến năm 2014 ở Gaza. Theo báo cáo, Jordan cũng đang xem xét lệnh cấm phim và treo rạp chờ quyết định, nhưng vào ngày 11 tháng 6, Al Bawaba báo cáo rằng chính phủ đã quyết định không làm như vậy, vì không có tiền lệ pháp lý cho điều đó.

#### Chỉ chiếu phim cho phụ nữ
Một số nam giới không hài lòng với những đợt chiếu phim chỉ dành cho phụ nữ được tổ chức tại rạp chiếu phim Alamo Drafthouse ở Austin, họ tuyên bố trên Facebook rằng các cuộc chiếu phim như vậy là hành vi chống lại đàn ông.
Giáo sư trường Albany Law School đã khởi xướng đơn khiếu nại với Văn phòng Công bằng và Bình đẳng của Austin tuyên bố sự kỳ thị đối với nam giới.
Rạp chiếu đã trả lời bằng một tuyên bố trực tuyến rằng sự kiện "có thể đã tạo ra nhầm lẫn - chúng tôi muốn mọi người xem bộ phim này" và thông báo rằng sẽ có một sự kiện tương tự tại Brooklyn. Vé đã bán hết trong vòng chưa đầy một giờ đồng hồ, khiến cho họ phải lên lịch chiếu bổ sung.

## Tiếp nhận

### Doanh thu phòng vé
Tính đến ngày 4 tháng 10 năm 2017, Wonder Woman: Nữ thần chiến binh đã thu về $412.3 triệu đô tại Mỹ và Canada và $408.8 triệu đô ở các thị trường khác với tổng số trên toàn thế giới là $821.1 triệu USD, so với kinh phí sản xuất là 149 triệu USD.
Vào tháng 5 năm 2017, đợt chiếu sớm đã mang về cho Wonder Woman: Nữ thần chiến binh 65-75 triệu USD và có thể lên đến 105 triệu USD. Bộ phim mở chiếu vào thứ Sáu, 2 tháng 6 năm 2017, trên 4.165 rạp và thu về 38.7 triệu USD trong ngày đầu công chiếu, bao gồm 3,7 triệu USD Mỹ của IMAX. Đây là bộ phim có doanh thu lớn nhất của một đạo diễn nữ, vượt qua doanh thu 35,6 triệu USD trong ngày chiếu đầu của bộ phim Chạng vạng của Catherine Hardwicke (khoảng 44 triệu USD điều chỉnh lạm phát) năm 2008 và là màn mở chiếu lớn nhất cho một bộ phim siêu anh hùng có nhân vật chính là nữ, trước Vỏ bọc ma (7 triệu USD). Điều này bao gồm 11 triệu USD thu được từ những đợt chiếu sớm vào thứ Năm, cũng là sự khởi đầu tốt nhất cho một bộ phim của một nữ đạo diễn, vượt qua Năm mươi sắc thái đen (8,6 triệu USD) của đạo diễn Sam Taylor-Johnson, và là bộ phim có doanh thu lớn thứ ba trong năm, sau Người đẹp và quái vật và Vệ binh dải Ngân Hà 2. Trong đó có 1,5 triệu USD từ phòng chiếu IMAX.
Bộ phim thu về tổng cộng 103,3 triệu USD trong tuần lễ khai mạc, bộ phim đạt được một số kỉ lục: "bộ phim có màn mở chiếu lớn nhất, bộ phim của DC Comics lớn nhất mà không có Batman hoặc Superman (trước Constantine). Ba ngày mở chiếu của bộ phim đã làm cho nó trở thành bộ phim siêu anh hùng của một nữ đạo diễn gây thu hút nhiều nhất từ trước đến nay (vượt qua Vỏ bọc ma) và bộ phim lớn nhất lấy bối cảnh Thế Chiến I (phá kỷ lục của Chiến mã do Steven Spielberg đạo diễn). Đây cũng là bộ phim siêu anh hùng thứ mười sáu vượt qua con số 100 triệu USD tại các phòng vé trong nước. Khoảng 9% (9 triệu USD) trong tuần khai mạc đã đến từ các buổi chiếu IMAX với 343 rạp. Trong tuần lễ thứ hai, bộ phim thu về 57,3 triệu USD, đứng đầu doanh thu phòng vé. Bộ phim có sự sụt giảm 45% doanh thu vào cuối tuần chiếu thứ hai tại phòng vé, tốt hơn so với các bộ phim siêu anh hùng khác, giảm 50-60%, và tốt hơn rất nhiều kết quả của Batman đại chiến Superman: Ánh sáng công lý (51,3 triệu USD) và Biệt đội cảm tử (43,5 triệu USD).
Trên toàn cầu, bộ phim dự kiến phát hành ở Bắc Mỹ tại 55 thị trường (chiếm 72% tổng số thị trường), và thu về 92-118 triệu USD mặc dù các nhà phân tích tin rằng 100 triệu USD là kết quả khả quan nhất. Bộ phim đã thu về 125 triệu USD, trong đó 38 triệu USD ở Trung Quốc, 8,5 triệu USD ở Hàn Quốc, 8,4 triệu USD ở México, 8,3 triệu USD ở Brazil và 7,5 triệu USD ở Anh. Các thị trường chính vẫn mở chiếu là Đức (15 tháng 6) và Nhật Bản (tháng 8).

### Đánh giá chuyên môn
Wonder Woman: Nữ thần chiến binh đã nhận được những đánh giá tích cực, nhiều nhà phê bình gọi nó là bộ phim DCEU hay nhất từ trước tới giờ và ca ngợi diễn xuất của Gadot. Theo Rotten Tomatoes, bộ phim có 94% đánh giá dựa trên 237 bài bình luận, với điểm trung bình là 7.6 / 10. Sự đồng thuận của các trang web: "Cảm giác mạnh mẽ, chân thật và sôi động nhờ màn trình diễn hấp dẫn của Gal Gadot, Wonder Woman: Nữ thần chiến binh đã đạt thành công ngoạn mục." Trên Metacritic, phim được đánh giá bình thường, bộ phim đạt 76 trên 100 điểm, dựa trên 49 nhà phê bình, và "những đánh giá tích cực nói chung". Đối tượng được thăm dò bởi CinemaScore đã cho bộ phim điểm trung bình là "A" trên thang đo A + tới F.
Các nhà phê bình đánh giá cao về vai diễn Steve Trevor của Chris Pine và vai diễn Wonder Woman của Gadot. Andrew Barker của Variety nhận xét bộ phim diễn biến nhẹ nhàng hơn so với các bộ phim mới đây của DC Comics: "Wonder Woman: Nữ thần chiến binh của Patty Jenkins đem điện ảnh siêu anh hùng của DC từ tăm tối tới với không gian tươi sáng hơn, mang tính giải trí hơn".
AO Scott của tờ The New York Times cho rằng "Wonder Woman: Nữ thần chiến binh đã bắt kịp những xu hướng xây dựng thương hiệu và cho phép nó trở thành một cái gì đó tương đối hiếm trong vũ trụ siêu nhân hiện đại. Một bộ phim khá tốt." Michael Phillips của The Chicago Tribune đã đánh giá bộ phim đạt 3,5/4 sao và so sánh nó một cách thuận lợi với Captain America: Kẻ báo thù đầu tiên. Katie Erbland của IndieWire đã cho bộ phim điểm A-, tán dương chiều sâu chủ đề của bộ phim: "Wonder Woman: Nữ thần chiến binh là một bộ phim chiến tranh trước tiên và chúng tôi hi vọng đây không phải lần cuối cùng DC Extended Universe đặt bộ phim trong bối cảnh Thế Chiến, và nhân vật không chùn bước trước bạo lực chiến tranh, cùng với đó là những đấu tranh nội tâm hấp dẫn của nhân vật". Alonso Duralde của The Wrap cũng ca ngợi cách tiếp cận chiến tranh trong bộ phim: "Những cảnh hành động của Diana thật đáng trân trọng bởi vì chúng có nghĩa để chấm dứt chiến tranh, chứ không phải là gây ra nó, ý tưởng về một demi-god sử dụng tình yêu chống lại chiến tranh có thể có vẻ ngốc nghếch, trừu tượng, nhưng Jenkins làm cho khái niệm này thật hấp dẫn, dễ tiếp cận." Ann Honraday của The Washington Post khen ngợi cả diễn xuất của Gadot và Pine trong khi cũng ca ngợi cốt truyện chi tiết và hấp dẫn. Nhiều nhà phê bình đã có nhiều lời khen ngợi đối với vai diễn của Gadot. Sheri Linden của The Hollywood Reporter đã viết: "Sau khi chứng minh được khả năng của mình trong Fast and Furious, Gadot đã mang lại một phong cách mạnh mẽ duyên dáng của một nữ siêu nhân quyết tâm tự hạ Ares. Đồng thời, cô còn thể hiện một sự ngây thơ, ngọt ngào, hài hước trong cuộc gặp gỡ của Diana với thế giới văn minh. Trong mục A-review của mình, Chris Nasahty từ Entertainment Weekly tán dương vai diễn của Gadot: "Gadot, một nữ diễn viên Israel với đôi mắt đen, có lẽ là người nổi tiếng nhất vì đã diễn vai Gisele trong một số bộ phim Fast & Furious. Cô đến Luân Đôn, nơi bị chiến tranh tàn phá, với Trevor và có được những suy nghĩ đầu tiên về tính hiện đại của thế kỷ XX, cô phản ứng với hình ảnh quen thuộc của xe ô tô hay thu hẹp quần áo của phụ nữ vào đầu thế kỷ XX, như một con cá ra khỏi nước".
Bên cạnh những lời khen ngợi, cũng có một số chỉ trích. Steve Rose của The Guardian đã chỉ trích bộ phim vì không khám phá được tiềm năng đối với việc "lật đổ chế độ gia trưởng."

## Phần tiếp theo
Vào tháng 4 năm 2017, đạo diễn Patty Jenkins đã nói về khả năng của một phần tiếp theo, cô nói rằng "Tôi rất vui mừng khi cô ấy đến Mỹ và trở thành Wonder Woman. Tôi muốn đưa cô ấy đi xa hơn trong tương lai và có một cốt truyện thú vị hơn. Tôi không thể đợi đến mùa xuân và có một bộ phim siêu anh hùng tuyệt vời nữa." 